# Michael Kulla
Michael Karl Josef Kulla  (* 27. Dezember 1960 in Herne) ist ein deutscher Flottillenadmiral. Er ist im Kommando Cyber- und Informationsraum eingesetzt.

## Militärischer Werdegang
Beförderungen
- 1993 Korvettenkapitän
- 1996 Fregattenkapitän
- 2007 Kapitän zur See
- 2018 Flottillenadmiral

### Ausbildung und erste Verwendungen
Kulla trat mit der Crew VII/80 in die Bundesmarine ein und wurde an der Marineschule Mürwik zum Offizier ausgebildet. Von 1981 bis 1985 studierte er Wirtschafts- und Organisationswissenschaften an der Universität der Bundeswehr in Hamburg und erreichte den Abschluss Diplom-Kaufmann. Anschließend folgte die Ausbildung zum Marinesicherungsoffizier und darauf im Zeitraum von 1987 bis 1991 Verwendungen als Zugführer und Kompaniechef in Kiel und Tarp. 1992 trat Kulla in den Militärischen Abschirmdienst (MAD) ein und war bis 1993 als Ermittlungsoffizier in der MAD-Stelle 44 in Mainz eingesetzt.

### Dienst als Stabsoffizier
Nachdem er von 1993 bis 1995 den 35. Admiralstabslehrgang an der Führungsakademie der Bundeswehr absolviert hatte, war Kullas erste Verwendung als Stabsoffizier in der Spionageabwehr des MAD-Amtes in Köln. Anschließend wurde er von 1997 bis 1998 in einer integrierten Verwendung im Supreme Headquarters Allied Powers Europe (SHAPE) in Mons (Belgien) eingesetzt. Von 1998 bis 1999 war er Kommandeur des Marinesicherungsbataillons 3 in Seeth. Danach folgte eine Verwendung als Referent im die Fachaufsicht über den MAD ausübenden Referat Org 5/KS im Bundesministerium der Verteidigung (BMVg) in Bonn. 2003 übernahm Kulla die Leitung der Dezernats Spionageabwehr im MAD-Amt in Köln. Auf diesem Dienstposten wurde Kulla 2005 auch vorübergehend als MAD-Stellenleiter des Deutschen Einsatzkontingents ISAF in Masar-e Scharif (Afghanistan) eingesetzt. Von 2006 bis 2007 war er Gruppenleiter Zentrale Informationsverarbeitung, von 2007 bis 2009 Gruppenleiter IT-Informationsverarbeitung im MAD-Amt in Köln. Danach war Kulla als Abteilungsleiter zunächst im MAD-Amt (Spionageabwehr und Einsatzabschirmung, dann Zentrale Aufgaben), später (2015–2017) im Kommando Strategische Aufklärung (Abteilung Einsatz) tätig.

### Dienst als Admiral
Am 1. Juni 2017 übernahm Kulla den Posten des Vizepräsidenten des Militärischen Abschirmdienstes (MAD) von Brigadegeneral Joachim Smola und wurde kurz danach zum Flottillenadmiral befördert. Diesen Dienstposten übergab er im Oktober 2019 wiederum an Oberst Frank Utzerath, als Kulla Nachfolger von Flottillenadmiral Stefan Pauly in der Funktion Assistant Chief of Staff J2 beim Allied Joint Force Command Naples, Italien, wurde. Seit Juli 2020 wird Kulla im Kommando Cyber- und Informationsraum verwendet.